# Sydneys färjor

Rederiflaggan för Sydneys färjor.

Bokstaven F på grönbakgrund används som symbol för färjetrafiken i Sydney.

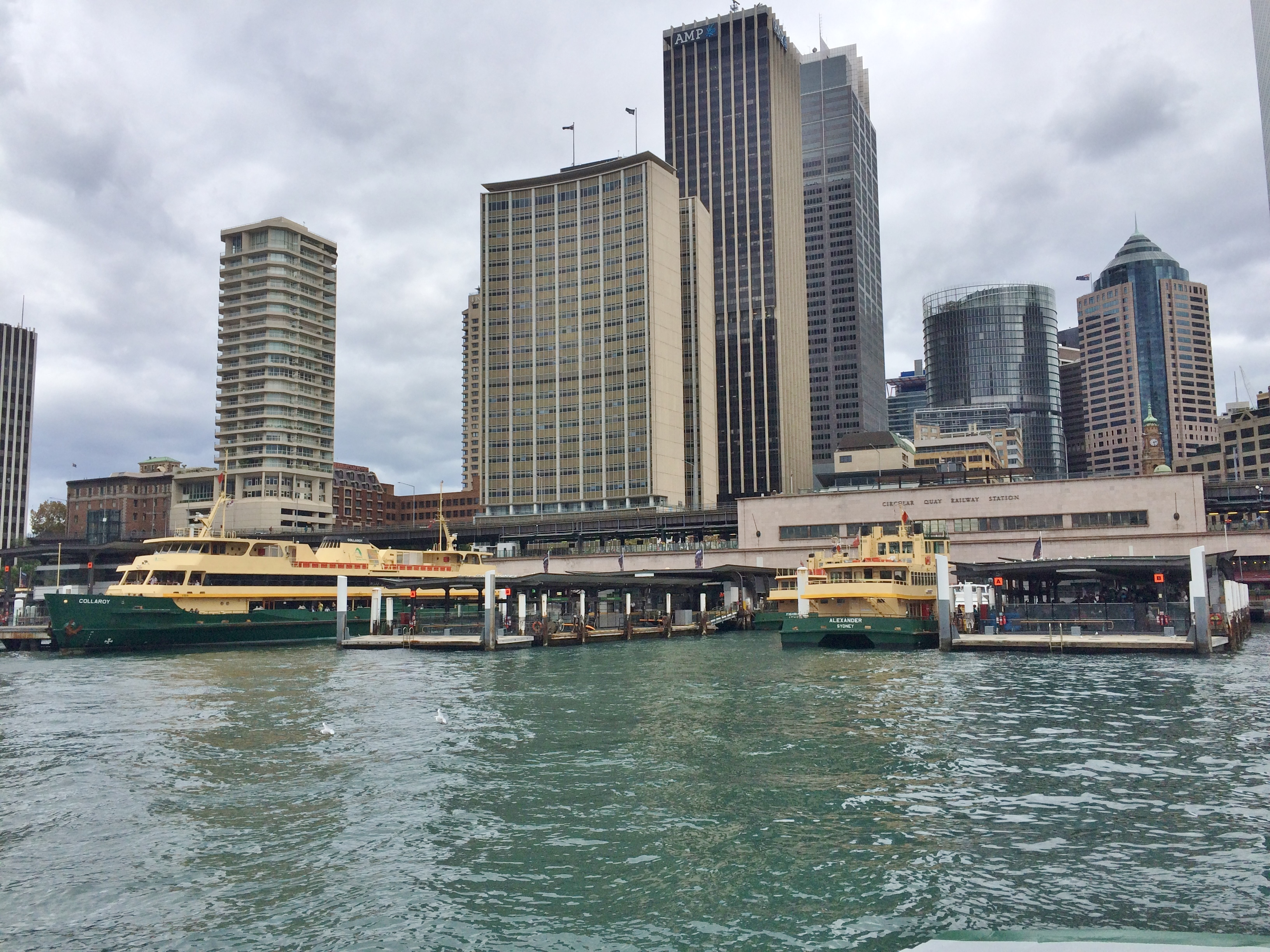
Färjeterminalen vid Circular Quay.

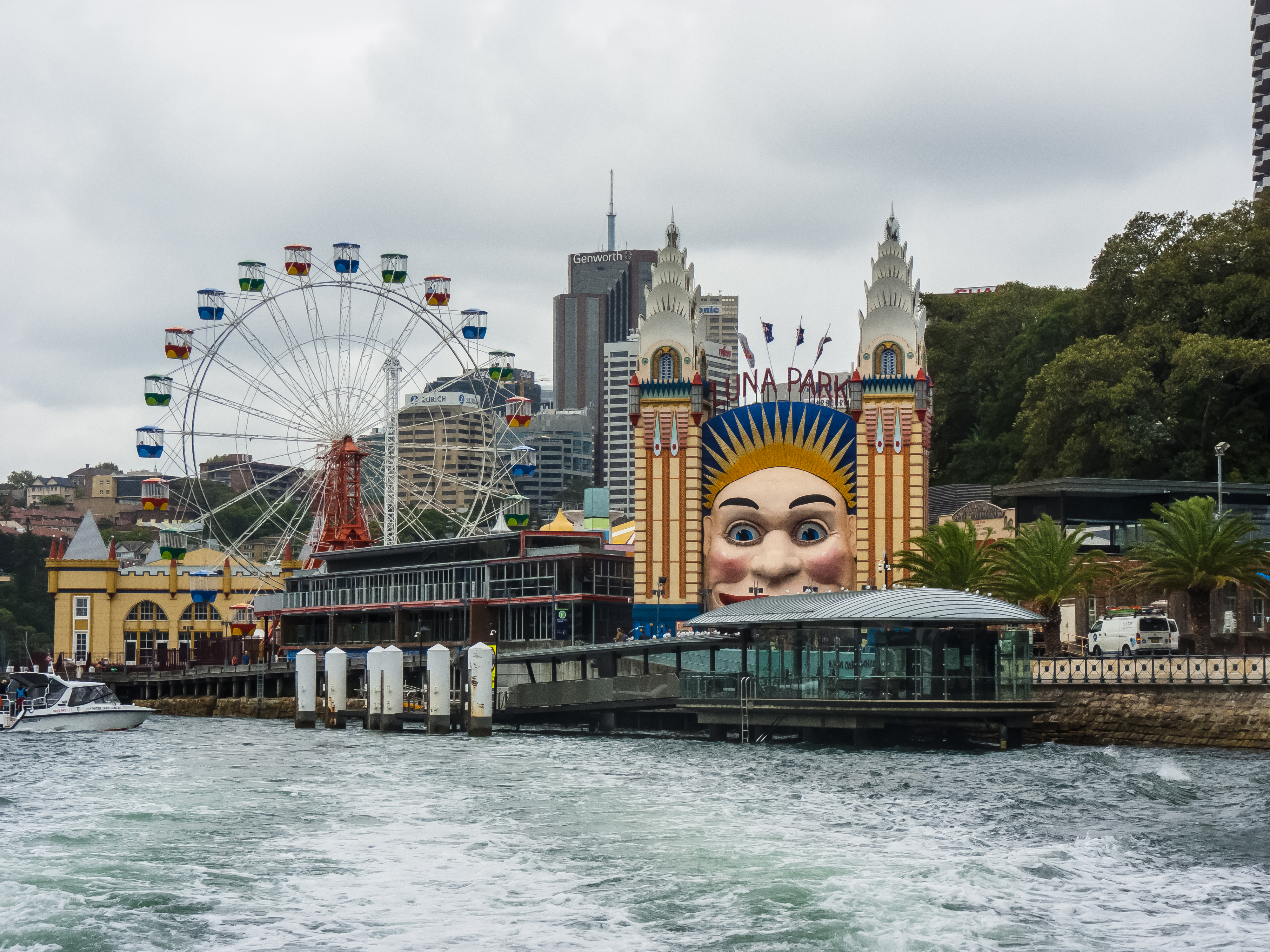
Färjeterminalen Milsons Point med nöjesparken Luna Park i bakgrunden.

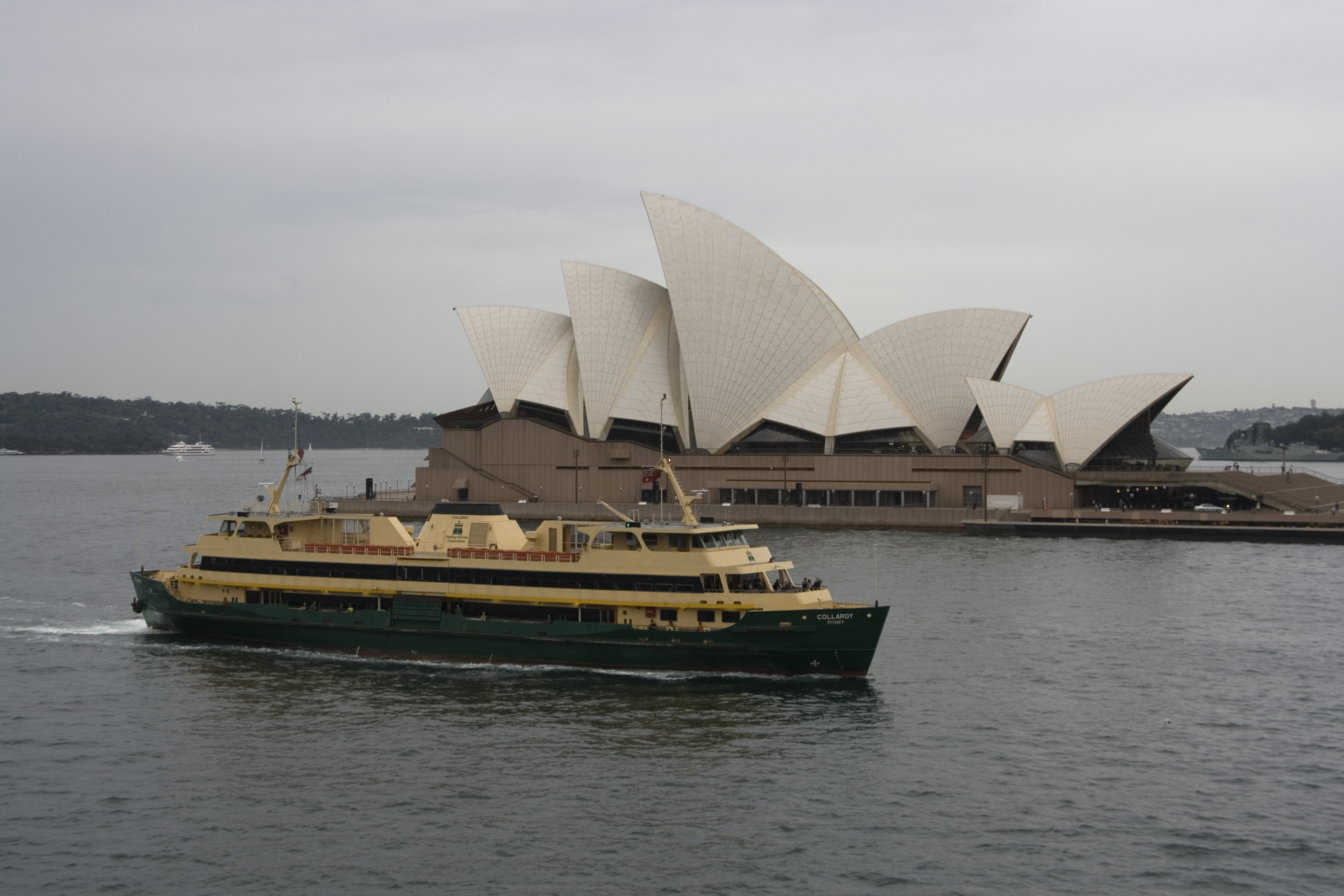
Färjan Collaroy i Freshwater-klass på linjen från nordöstra förorten Manly utanför Sydneys operahus.

Sydneys färjor (engelska: Sydney Ferries) är en delkomponent av kollektivtrafiksystemet i Australiens största stad med sjötrafik.
Systemet ägs i sin helhet av delstatsstyret i New South Wales och det ingår i biljettsystem för Transport for NSW, men driften av färjetrafiken är upplåten på entreprenad till Transdev Australasia.

## Bakgrund
Färjetrafik har bedrivits uppströms i Parramattafloden ända sedan ankomsten av de första brittiska kolonialisterna med First Fleet. Färjetrafikens betydelse minskade i samband med öppnandet av Sydney Harbour Bridge 1932. Under 1950-talet övertog delstatsstyret flera privatägda linjer som drabbades av ekonomiska problem.

## Linjenät
Sydneys färjor består av nio numrerade linjer med prefixet F som angör 38 bryggor. Samtliga linjer utgår från och angör Circular Quay i Sydneys CBD, där anslutning finns till stadsbussar, pendeltåg och spårväg. Även om färjetrafiken utgör en synlig del av trafiksystemet utgör passagerarantalet mindre än 2 % av kollektivtrafiksystemets totalsumma.

## Färjeflottan
| Fartygsklass        | Bild | Antal | Togs i drift | Passagerarkapacitet | Not   |
| ------------------- | ---- | ----- | ------------ | ------------------- | ----- |
| Freshwater          |      | 4     | 1982-88      | 1100/1150           | [ 4 ] |
| First Fleet-klassen |      | 9     | 1984-86      | 393/403             | [ 4 ] |
| RiverCat            |      | 7     | 1992-95      | 230                 | [ 4 ] |
| HarbourCat          |      | 2     | 1998         | 150                 | [ 4 ] |
| SuperCat            |      | 4     | 2000-01      | 250                 | [ 4 ] |
| Emerald-klass       |      | 6     | 2017         | 400                 | [ 4 ] |
| River-klass         |      | 10    | 2020         | 200                 | [ 4 ] |